# Liste des circonscriptions législatives du Tarn
Le département français du Tarn est, sous la Cinquième République, constitué de trois circonscriptions législatives de 1958 à 1986, de quatre circonscriptions après le redécoupage électoral de 1986 puis de trois circonscriptions depuis le redécoupage de 2010, entré en application à compter des élections législatives de 2012.

## Présentation
Par ordonnance du 13 octobre 1958 relative à l'élection des députés à l'Assemblée nationale, le département du Tarn est d'abord constitué de trois circonscriptions électorales.
Lors des élections législatives de 1986 qui se sont déroulées selon un mode de scrutin proportionnel à un seul tour par listes départementales, le nombre de sièges du Tarn a été porté de trois à quatre.
Le retour à un mode de scrutin uninominal majoritaire à deux tours en vue des élections législatives suivantes, a maintenu ce nombre de quatre sièges,, selon un nouveau découpage électoral.
Le redécoupage des circonscriptions législatives réalisé en 2010 et entrant en application à compter des élections législatives de juin 2012, a modifié le nombre et la répartition des circonscriptions du Tarn, réduit à trois du fait de la sur-représentation démographique du département.

## Composition des circonscriptions

### Composition des circonscriptions de 1958 à 1986
À compter de 1958, le département du Tarn comprend trois circonscriptions regroupant les cantons suivants :
- 1re circonscription : Alban, Albi, Carmaux, Monestiés-sur-Cérou, Pampelonne, Réalmont, Valderiès, Valence-d'Albigeois, Villefranche-d'Albigeois.
- 2e circonscription : Anglès, Brassac, Castres,  Labruguière, Lacaune, Mazamet, Montredon-Labessonnié, Murat-sur-Vèbre, Roquecourbe, Saint-Amans-Soult, Vabre.
- 3e circonscription : Cadalen, Castelnau-de-Montmiral, Cordes, Cuq-Toulza, Dourgne, Gaillac, Graulhet, Lautrec, Lavaur, Lisle-sur-Tarn, Puylaurens, Rabastens, Saint-Paul-Cap-de-Joux, Salvagnac, Vaour, Vielmur-sur-Agout.

### Composition des circonscriptions de 1988 à 2012
À compter du découpage de 1986, le département du Tarn comprend quatre circonscriptions regroupant les cantons suivants :
- 1re circonscription : Albi-Nord-Est, Albi-Nord-Ouest, Carmaux-Nord, Carmaux-Sud, Cordes, Monestiés, Pampelonne, Valderiès, Valence-d'Albigeois, Vaour, Villefranche-d'Albigeois.
- 2e circonscription : Albi-Centre, Albi-Sud, Cadalen, Castelnau-de-Montmiral, Gaillac, Graulhet, Lisle-sur-Tarn, Rabastens, Salvagnac.
- 3e circonscription : Alban, Brassac, Castres-Est, Castres-Nord, Castres-Sud, Castres, Lacaune, Montredon-Labessonnié, Murat-sur-Vèbre, Réalmont, Roquecourbe, Vabre.
- 4e circonscription : Anglès, Cuq-Toulza, Dourgne, Labruguière, Lautrec, Lavaur, Mazamet-Nord-Est, Mazamet-Sud-Ouest, Puylaurens, Saint-Amans-Soult, Saint-Paul-Cap-de-Joux, Vielmur-sur-Agout.

### Composition des circonscriptions à compter de 2012
Depuis le nouveau découpage électoral, le département comprend trois circonscriptions regroupant les cantons suivants :
- 1re circonscription : Alban, Albi-Centre, Albi-Est, Albi-Sud, Anglès, Brassac, Castres-Est, Castres-Sud, Lacaune, Montredon-Labessonnié, Murat-sur-Vèbre, Réalmont, Roquecourbe, Vabre, Valence-d'Albigeois, Villefranche-d'Albigeois
- 2e circonscription : Albi-Nord-Est, Albi-Nord-Ouest, Albi-Ouest, Cadalen, Carmaux-Nord, Carmaux-Sud, Castelnau-de-Montmiral, Cordes-sur-Ciel, Gaillac, Graulhet, Lisle-sur-Tarn, Monestiés, Pampelonne, Rabastens, Salvagnac, Valderiès, Vaour
- 3e circonscription : Castres-Nord, Castres-Ouest, Cuq-Toulza, Dourgne, Labruguière, Lautrec, Lavaur, Mazamet-Nord-Est, Mazamet-Sud-Ouest, Puylaurens, Saint-Amans-Soult, Saint-Paul-Cap-de-Joux, Vielmur-sur-Agout

À la suite du redécoupage des cantons de 2014, les circonscriptions législatives ne sont plus composées de cantons entiers mais continuent à être définies selon les limites cantonales en vigueur en 2010. Les circonscriptions sont ainsi composées des cantons actuels suivants :
- 1re circonscription : Albi-1, Albi-2, Albi-3 (quartiers de Rayssac et Veyrières), Carmaux-1 Le Ségala (14 communes), Castres-1 (quartiers Aillet et Faubourg-Est Péraudel), Castres-2 (sauf commune de Saint-Salvy-de-la-Balme et quartiers castrais Borde-Basse et Gourjade), Castres-3 (sauf commune de Navès et quartiers castrais Briguiboul et Laden), Le Haut Dadou, Les Hautes Terres d'Oc et Saint-Juéry (sauf commune d'Arthès)
- 2e circonscription : Albi-3 (sauf quartiers de Rayssac et Veyrières), Albi-4, Carmaux-1 Le Ségala (18 communes), Carmaux-2 Vallée du Cérou, Les Deux Rives, Gaillac, Graulhet et Vignobles et Bastides, communes d'Arthès, Coufouleux et Loupiac.
- 3e circonscription : Castres-1 (sauf quartiers Aillet et Faubourg-Est Péraudel), Castres-2 (commune de Saint-Salvy-de-la-Balme et quartiers castrais Borde-Basse et Gourjade), Castres-3 (commune de Navès et quartiers castrais Briguiboul et Laden), Lavaur Cocagne, Mazamet-1, Mazamet-2 Vallée du Thoré, La Montagne noire, Le Pastel, Plaine de l'Agoût et les Portes du Tarn (sauf communes de Coufouleux et Loupiac)